# Proletarski (Oktiabrski)
|  | Per a altres significats, vegeu «Proletarski». |

Proletarski - Пролетарский (rus) és un possiólok del krai de Krasnodar, a Rússia. Es troba a les terres baixes del Kuban-Azov, a la península de Ieisk. És a 26 km al sud de Ieisk i a 165 km al nord-oest de Krasnodar.
Pertany al possiólok d'Oktiabrski.